# Wilfried Bernhardt
Wilfried Bernhardt (* 1954 in Lübeck) ist ein ehemaliger deutscher politischer Beamter. Er war von Dezember 2009 bis November 2014 Staatssekretär im Sächsischen Staatsministerium der Justiz und für Europa. Heute ist er Rechtsanwalt, Unternehmer und Hochschullehrer.

## Leben und Beruf
Nach dem Abitur am Katharineum zu Lübeck im Juni 1973 studierte Bernhardt in Augsburg Rechtswissenschaften. Sein Berufseinstieg erfolgte an der Universität Trier, dort war er ab 1981 als wissenschaftlicher Mitarbeiter tätig. 1986 wurde er in Bayreuth promoviert.
Wilfried Bernhardt ist verheiratet und hat drei Kinder.

### Staatsdienst
Nach kurzer Tätigkeit als Staatsanwalt in Augsburg wechselte Bernhardt ins Bundesministerium der Justiz (BMJ) und war dort in verschiedenen Funktionen tätig, u. a. als persönlicher Referent von Justizminister Hans A. Engelhard (FDP). Von 1991 bis 1996 arbeitete Bernhardt als Referatsleiter in der Vertretung des Landes Sachsen-Anhalt beim Bund, anschließend kehrte er zum BMJ zurück. Er stieg dort in leitende Positionen auf, wurde Referatsleiter und später Unterabteilungsleiter. Zuletzt war er Ressortbeauftragter des BMJ für Informationstechnologie und Mitglied des IT-Rates der Bundesregierung.

### Rechtsanwalt, Hochschullehrer und IT-Beratung
2015 machte sich Bernhardt mit der Firma Bernhardt IT Management Consulting GmbH selbstständig. Seit 2016 ist er Honorarprofessor für Internetrecht mit Schwerpunkten bei E-Government und E-Justice an der Universität Leipzig. Im selben Jahr wurde er auch als Rechtsanwalt zugelassen und trat 2017 in die europäische Rechtsanwaltskanzlei Büsing Müffelmann & Theye ein. Seine besonderen Schwerpunkte liegen bei IT-Recht, Telekommunikation und Datenschutz. Seit Juni 2022 ist er Präsident der Initiative Digitaler Zollstempel.

## Politik
Ab dem 1. Dezember 2009 war Wilfried Bernhardt Staatssekretär im vom Jürgen Martens (FDP) geführten Sächsischen Staatsministerium der Justiz und für Europa. Nach dem Ende der FDP-Regierungsbeteiligung endete seine Tätigkeit als Staatssekretär im November 2014. Seine Nachfolgerin als Staatssekretärin wurde Andrea Franke.

## Veröffentlichungen (Auswahl)
- Verfassungsprinzipien – Verfassungsgerichtsfunktionen – Verfassungsprozeßrecht im EWG-Vertrag. Duncker & Humblot, Berlin 2019, ISBN 978-3-428-46319-0
- Europäische E-Justiz, in: Chibanguza, Kuss, Steege (Hrsg.): Künstliche Intelligenz – Recht und Praxis automatisierter und autonomer Systeme. Nomos-Verlag, Baden-Baden 2022, S. 1075–1093. ISBN 978-3-8487-7161-5